# Muntanyes de Vršac
Les muntanyes de Vršac (en serbi: Вршачке планине / Vršačke planine, en romanès: Munții Vârșeț), també conegut com a turó de Vršac (en serbi: Вршачки брег / Vršački breg, en romanès: Dealurile Vârșețului), es troben a la regió del Banat prop de la ciutat de Vršac, Sèrbia i parcialment també a Romania. Representen un massís independent i diferent, de 19 quilòmetres de llarg i s'estenen en una superfície de 170 quilòmetres quadrats, dels quals 122 pertanyen a Sèrbia i 48 a Romania.

## Geografia
Les muntanyes de Vršac tenen la forma d'un arc, on la massa bàsica de la muntanya ocupa la posició central, mentre que els turons s'estenen al sud i al nord. Les muntanyes estan construïdes amb roques paleozoiques (que es remunten a més de 260 milions d'anys) que estan envoltades de sediments neògens (uns 60 milions d'anys), inclosos els de l'antic mar Pannònic (uns 25 milions d'anys). Contràriament a algunes dades de la literatura, les muntanyes de Vršac no formen part dels Carpats sinó que són una muntanya insular de Pannònia segons la seva posició geotectònica i estructura geològica. Formes específiques de diversitat geomorfològica, esculpides de forma natural, fetes de gneis i esquists, es representen en petits monticles al sòl solitaris o agrupats.

## Cims
Pel que fa a l'aspecte de les muntanyes de Vršac, quatre formes diferents són clarament visibles:
- La torre de Vršac (Vršačka kula), 399 m.
- El cap de guineu (Lisičija glava), amb els seus tres cims:
  - El pic Gudurica (Gudurički vrh), el cim més alt de Vojvodina, amb els seus 641 m altitud.
  - El pic de Vršac (Vršački vrh), 590 m.
  - Vršišor inferior (Donji Vršišor), 463 m.

Entre ells hi ha grans escletxes. Turska glava (402 m), Đakov vrh (449 m), i Kamenarica també són llocs interessants per als escaladors.

## Fauna
A causa de les condicions naturals excepcionals, les muntanyes de Vršac amb 120 espècies d'ocells registrades són un dels hàbitats ornitològics més rics de Vojvodina i de tota Sèrbia. Cal esmentar alguns altres representants de la fauna, com la guineu grisa i vermella, els cérvols, els senglars i els llops que apareixen de tant en tant.
Les muntanyes de Vršac estan classificades des de 1982 com a "paisatge de característiques destacades" al Registre nacional de recursos naturals protegits.

## Cultura
Els monuments culturals més importants inclouen la Torre de Vršac del segle xv i el monestir de Mesić, que segons els documents del segle xviii es va construir al segle xv, mentre que la tradició diu que va ser erigit el 1225.